# W/Brasil
W/Brasil é uma agência de publicidade brasileira fundada em 1986 por três sócios: Washington Olivetto, Javier Llussá Ciuret e Gabriel Zellmeister. Originalmente associada com a agência suíça GGK, passa a ser W/Brasil quando os sócios brasileiros se tornam majoritários. Uma das agências mais premiadas do mundo (com quase mil prêmios), já foi a maior agência em faturamento do Brasil. Teve filiais nos Estados Unidos (W/USA), Portugal (W/Portugal) e Espanha (Alta Definición & Washington Olivetto). Já passaram pela W/Brasil nomes famosos da propaganda brasileira como Nizan Guanaes, Ruy Lindenberg, Camila Franco, Ricardo Freire, Celso Loducca, Stalimir Vieira, Kélio Rodrigues, Tomás Lorente, Claudio Rangel, entre outros.

## Principais trabalhos
Dentre suas campanhas mais marcantes, destacam-se a do primeiro sutiã, para a Valisère (criada por Camila Franco e Rose Ferraz) e Hitler, para a Folha de S.Paulo (por Guanaes) e o rato da Folha de S.Paulo. A W/Brasil não faz campanhas políticas ou para o governo.

## WMcCann
Em 2010 foi anunciada a fusão W/Brasil com a McCann Erickson, agência americana e um dos maiores conglomerados de publicidade do mundo, que atua no Brasil há mais de 70 anos. Com a fusão, a W/Brasil passou a se chamar W/McCann. Washington Olivetto foi eleito o presidente do conselho da empresa.